# Horreby (plaats)
Horreby is een plaats in de Deense regio Seeland, gemeente Guldborgsund, en telt 318 inwoners (2007).
De plaats ligt op het eiland Falster.